# 前39世纪
| 千纪： | 前5千纪 \| 前4千纪 \| 前3千纪 |
| 世纪： | 前42世纪 \| 前41世纪 \| 前40世纪 \| 前39世纪 \| 前38世纪 \| 前37世纪 \| 前36世纪                                                         |
| 年代： | 前3890年代 \| 前3880年代 \| 前3870年代 \| 前3860年代 \| 前3850年代 \| 前3840年代 \| 前3830年代 \| 前3820年代 \| 前3810年代 \| 前3800年代 |

前3900年至前3801年的这一段期间被称为前39世纪。

## 重要事件、发展与成就
- 科学技术
  - 公元前3900年左右 - 日本三内丸山遺跡最初期（ - 公元前2300年左右）。
  - 公元前3838年，英国萨默塞特沼泽地区建造了古老的堤路——Post Track，这是北欧发现的最古老的工程化道路之一。
  - 公元前3807年或3806年，萨默塞特沼泽地区建造了古老的木质道路——Sweet Track，这是北欧发现的最古老的木制道路，年轮测定法使得这个日期的计算非常精确。
  - 犁开始使用。
- 战争与政治

- 公元前39世纪的天灾人祸

- 文化娱乐
  - 朝鮮神話，新羅学者朴堤上宣称公元前3898年桓国崩溃。
- 疾病与医学

- 环境与自然资源